# Woodland Park (Nebraska)
Woodland Park – jednostka osadnicza w Stanach Zjednoczonych, w stanie Nebraska, w hrabstwie Stanton.